# Wes Studi
Wesley "Wes" Studi (născut Wesley Studie), (n. 17 decembrie 1947, Nofire Hollow, Oklahoma) este un actor american de origine Cherokee, cel mai notabil pentru portretizarea unor nativi americani în diferite filme.

## Premii
- 1994, Studi a câștigat Western Heritage Award (împărțit cu distribuția și echipa de producție) pentru Geronimo: An American Legend (1993).[4]
- 1998, Dreamspeakers Film and Festival i-a acordat un premiu pentru întreaga sa carieră.[5]
- 2000, Motion Picture and Television Fund's Golden Boot Award.[5]
- 2000, Artist of the Decade at the First Americans in the Arts Awards.[5]
- 2005, The New World a fost nominalizat la Oscar.

## Filmografie
| An   | Film                          | Rol                                     | Note                |
| ---- | ----------------------------- | --------------------------------------- | ------------------- |
| 1989 | Powwow Highway                | Buff                                    |                     |
| 1990 | Dances with Wolves            | Toughest Pawnee                         |                     |
| 1991 | The Doors                     | Indian in Desert                        |                     |
| 1992 | The Last of the Mohicans      | Magua                                   |                     |
| 1993 | Geronimo: An American Legend  | Geronimo                                |                     |
| 1993 | The Broken Chain              | Seth / Căpetenia tribului               |                     |
| 1994 | Street Fighter                | Victor Sagat                            |                     |
| 1995 | Lone Justice 2                | One Horse                               |                     |
| 1995 | Heat                          | Detective Lou Casals                    |                     |
| 1995 | Streets of Laredo             | (Famous Shoes) Indian friend of Pea Eye | TV                  |
| 1996 | The Killing Jar               | Cameron                                 |                     |
| 1997 | Crazy Horse                   | Red Cloud                               | TV                  |
| 1998 | Deep Rising                   | Hanover                                 |                     |
| 1998 | The Horse Whisperer           | parks guard                             |                     |
| 1998 | Soundman                      | Terry Leonard                           |                     |
| 1999 | Mystery Men                   | The Sphinx                              |                     |
| 2001 | Ice Planet                    | Commander Trager                        |                     |
| 2001 | Christmas in the Clouds       | Bingo Caller                            |                     |
| 2001 | Road to Redemption            | Frank Lightfoot                         |                     |
| 2002 | Undisputed                    | Mingo Pace                              |                     |
| 2002 | Skinwalkers                   | Lt. Joe Leaphorn                        |                     |
| 2003 | Edge of America               | Cuch                                    |                     |
| 2003 | The Ugly One                  | Father Mike                             |                     |
| 2003 | Coyote Waits                  | Lt. Joe Leaphorn                        |                     |
| 2004 | Echoes from Juniper Canyon    | Grandpa                                 | Voce                |
| 2004 | A Thief of Time               | Lt. Joe Leaphorn                        |                     |
| 2005 | Into the West                 | Black Kettle                            |                     |
| 2005 | Animal                        | Creeper                                 | Voce                |
| 2005 | Miracle at Sage Creek         | Chief Thomas                            |                     |
| 2005 | The New World                 | Opechancanough                          |                     |
| 2006 | Three Priests                 | Ben                                     |                     |
| 2007 | Seraphim Falls                | Charon                                  |                     |
| 2007 | Bury My Heart at Wounded Knee | Wovoka                                  |                     |
| 2008 | Comanche Moon                 | Buffalo Hump                            | TV                  |
| 2008 | Older Than America            | Richard Two Rivers                      |                     |
| 2009 | Avatar                        | Eytukan                                 |                     |
| 2009 | Trail of Tears                | Major Ridge                             |                     |
| 2009 | Kings                         | General Linus Abner                     |                     |
| 2009 | The Only Good Indian          | Sam Franklin (personaj principal)       | producător executiv |
| 2011 | Hell on Wheels                | Chief Many Horses                       | TV                  |
| 2012 | Being Flynn                   | Captain                                 |                     |